# Frigyes Minder
Frigyes Minder (Budapest, 28 ottobre 1880 – Budapest, 23 giugno 1968) è stato un allenatore di calcio e calciatore ungherese, di ruolo attaccante.

## Carriera

### Club
Ha sempre vestito la maglia di club ungheresi.

### Nazionale
Collezionò una sola presenza con la maglia della Nazionale ma ne fu CT per quattro occasioni.